# Покрајински избори у Војводини 2004.
Избори за посланике у Скупштину Аутономне Покрајине Војводине 2004. одржани су 19. септембра 2004. Они су одржани према новим правилима која су усвојена месец дана раније у покрајинском парламенту и која су одређивала да се избори спроводе по комбинованом систему гласања. 60 посланика се у скупштину бира према пропорционалном једнокружном систему, према којем је Војводина једна изборна јединица. У овом систему се гласа за листу кандидата коју предлаже странка, коалиција или група грађана. Других 60 посланика се бира по већинском двокружном систему, према којем је Војводина подељена на 60 изборних јединица тако да свака општина даје најмање по једног посланика, док неке велике, као што је Нови Сад, дају више (од 2 до 7). У овом случају се гласа за кандидата у изборној јединици који може победити у првом кругу ако освоји 50%+1 глас од броја изашлих, а ако то није случај, у други круг иду два најбоље пласирана кандидата, од којих побеђује онај са више гласова. Цензус за странке је 5% гласова, а за странке националних мањина је мањи, зависно од излазности, а најмање онолико процената гласова колико је потребно да добију једног посланика. Обавеза странака, коалиција и група грађана је да на листама за посланике буде најмање 30% жена.
Први круг избора је спроведен 19. септембра 2004. у исто време када и избори за градоначелника и скупштине града Новог Сада, када су одржани и локални избори на територији целе републике Србије (без АП Косова и Метохије). Према извештајима Покрајинске изборне комисије (ПИК), сва бирачка места у Војводини су отворена у 7 и затворена у 20 сати и избори су прошли без већих кршења изборног процеса. Према резултатима које је саопштила ПИК, излазност на изборе је била мала и износила је 38,55%.
Други круг избора је одржан 3. октобра 2004, након чега је била позната и страначка припадност других 60 посланика.

## Учесници избора

### Листе за пропорционални систем
1. Демократска странка [ДС] – Борис Тадић
2. Савез војвођанских Мађара (Vajdasági Magyar Szövetség) [СВМ (VMSZ)] – Kasza József (Јожеф Каса)
3. Српска радикална странка [СРС] – Томислав Николић
4. „Заједно за Војводину” – Ненад Чанак (Војвођанска унија – Војводина мој дом [ВУ], Лига социјалдемократа Војводине [ЛСВ], Демократска Војводина [ДВ], Унија социјалиста Војводине [УСВ], Војвођански покрет [ВП], Грађански савез Србије [ГСС], Социјалдемократска унија [СДУ])
5. Г17 Плус [Г17+] – Мирољуб Лабус
6. Социјалистичка партија Србије [СПС] – Душан Бајатовић
7. Демократска странка Србије [ДСС] – Војислав Коштуница
8. „Чисте руке Војводине” – Миодраг Исаков и Вук Драшковић (Реформисти Војводине [РВ], Српски покрет обнове [СПО], Опор)
9. Политички покрет „Снага Србије” [ПСС] – Богољуб Карић
10. Нова Србија [НС] – Велимир Илић

### Странке за већински систем
(Због великог броја странака у I кругу избора, овде су наведене само странке које имају једног од два кандидата у свакој изборној јединици који улазе у други круг)
1. Демократска странка [ДС]
2. Демократска странка Србије [ДСС]
3. Демократска странка војвођанских Мађара (Vajdasági Magyar Demokrata Párt) [ДСВМ (VMDP)]
4. Демократски савез Хрвата Војводине [ДСХВ]
5. Г17 Плус [Г17+]
6. Група грађана „Др Јакоб”
7. Група грађана „Ми можемо, ми хоћемо”
8. Група грађана „Само најбоље за Инђију”
9. Група грађана „За општину Бачки Петровац”
10. Група грађана „Знањем и срцем за успешну општину”
11. Коалиција „Суботица – Наш град”
12. Коалиција „Заједно за Војводину”
13. Коалиција „Здрава Србија – Покрет за Шид”
14. Коалиција Демократска странка, Лига социјалдемократа Војводине, Српски покрет обнове, Савез војвођанских Мађара, Нова Србија
15. Коалиција Савез војвођанских Мађара и Демократска странка
16. Политички покрет „Снага Србије” [ПСС]
17. Реформисти Војводине – општински одбор Нови Бечеј [РВ-НБ]
18. Реформисти Војводине социјалдемократска партија [РВСДП]
19. Савез војвођанских Мађара (Vajdasági Magyar Szövetség) [СВМ (VMSZ)]
20. Социјалистичка партија Србије [СПС]
21. Српска радикална странка [СРС]

## Резултати избора

### Излазност бирача
| Круг | Уписаних бирача | Изашлих бирача | %      |
| I    | 1 659 152       | 639 604        | 38.55% |
| II   | 1 659 152       | 637 259        | 38.45% |

### Резултати странака у пропорционалном једнокружном систему
| Редни број | Листа                           | Број освојених гласова | %      | Број освојених мандата |
| 1.         | Демократска странка             | 137 797                | 21.54% | 15                     |
| 2.         | Савез војвођанских Мађара       | 54 380                 | 8.50%  | 6                      |
| 3.         | Српска радикална странка        | 187 666                | 29.34% | 21                     |
| 4.         | „Заједно за Војводину”          | 60 389                 | 9.44%  | 6                      |
| 5.         | Г17+                            | 30 985                 | 4.84%  | 0                      |
| 6.         | Социјалистичка партија Србије   | 37 111                 | 5.80%  | 4                      |
| 7.         | Демократска странка Србије      | 43 077                 | 6.74%  | 4                      |
| 8.         | „Чисте руке Војводине”          | 14 666                 | 2.29%  | 0                      |
| 9.         | Политички покрет „Снага Србије” | 42 813                 | 6.69%  | 4                      |
| 10.        | Нова Србија                     | 8 783                  | 1.37%  | 0                      |

### Резултати странака у већинском двокружном систему
У изборној јединици Суботица 4 избори су понављани због неправилности
| Број | Странка, коалиција или ГГ                 | Број освојених мандата | Општине |
| 1.   | Демократска странка                       | 19                     | Алибунар, Бач, Вршац, Ириг, Кикинда 2, Ковачица, Нова Црња, Нови Сад 2 3 4 5 и 6, Опово, Панчево 1 2 и 3, Пећинци, Србобран, Тител          |
| 2.   | Демократска странка Србије                | 3                      | Бела Црква, Беочин, Сомбор 1 |
| 3.   | Демократска странка војвођанских Мађара   | 1                      | Суботица 1 |
| 4.   | Демократски савез Хрвата Војводине        | 0                      | – |
| 5.   | Г17+                                      | 2                      | Сента, Сремски Краловци |
| 6.   | ГГ „Др Јакоб”                             | 0                      | – |
| 7.   | ГГ „Ми можемо, ми хоћемо”                 | 1                      | Пландиште |
| 8.   | ГГ „Само најбоље за Инђију”               | 1                      | Инђија |
| 9.   | ГГ „За општину Бачки Петровац”            | 1                      | Бачки Петровац |
| 10.  | ГГ „Знањем и срцем за успешну општину”    | 1                      | Ада |
| 11.  | Коалиција ДС – ЛСВ – СПО – СВМ – НС       | 0                      | – |
| 12.  | Коалиција ДС – СВМ                        | 0                      | – |
| 13.  | Коалиција „Суботица – наш град”           | 1                      | Суботица 2 |
| 14.  | Коалиција „Заједно за Војводину”          | 1                      | Зрењанин 2 |
| 15.  | Коалиција „Здрава Србија – Покрет за Шид” | 0                      | – |
| 16.  | Политички покрет „Снага Србије”           | 3                      | Ковин, Нови Кнежевац, Чока |
| 17.  | Реформисти Војводине – о. о. Нови Бечеј   | 1                      | Нови Бечеј |
| 18.  | Реформисти Војводине                      | 1                      | Кањижа |
| 19.  | Савез војвођанских Мађара                 | 5                      | Бачка Топола, Бечеј, Суботица 3 и 4, Мали Иђош                                                                                              |
| 20.  | Социјалистичка партија Србије             | 4                      | Апатин, Житиште, Оџаци, Сечањ |
| 21.  | Српска радикална странка                  | 15                     | Бачка Паланка, Врбас, Жабаљ, Сомбор 2, Зрењанин 1 и 3, Кикинда 1, Кула, Нови Сад 1 и 7, Рума, Сремска Митровица, Стара Пазова, Темерин, Шид |

### Састав покрајинског парламента
| Странка, коалиција или ГГ               | Број мандата | Посланици |
| Демократска странка                     | 36           | Андрејић Петар, Арсић Драган, Богуновић Томислав, Боршош Чила (Borsos Csila), Ћирковић Томислав, Добранић Саво, Добросављевић Мирко, Дунђерски Милан, Елезовић Душан, Гагић Милош, Грубанов Мирослав, Илић Миленко, Јеминовић Зоран, Јевтић Јелена, Јокић Зденка, Кесејић Стеван, Којић Синиша, Лукић проф др Светлана, Мајорски Јан (Ján Majorský), Максић Миодраг, Мићић Милан, Момиров Златимир, Муценски Ђура, Нинковић Радован, Новаковић Борислав, Пајтић др Бојан, Петровић др Драгослав, Поповић Душан, Руње Дујо, Селеши Ђерђи (Szölesy Györgyi), Шајин Дарија, Туркоане Кузман (Kuzman Turcoane), Васић Горан, Виг Александар, Вуковић Владимир, Злох Мартин (Martin Zloch) |
| Српска радикална странка                | 34           | Ароксалаши Тибор (Árokszálasy Tibor), Аврамов Мита, Бечић Игор, Блажић Бранислав, Бошков Вероника, Бозало Драган, Бркић Сузана, Добричинац Синиша, Ђурђевац Љиљана, Ђуричић Тихомир, Фабрик Весна, Гојковић Маја, Јовановић Младен, Кишмартон Ото (Kismarton Ottó), Комазец Срђо, Копривица Младен, Косановић Перица, Латовљев Драгана, Макивић др Миленко, Михајлов Ђорђе, Миликовић Горан, Мирчић Милорад, Мировић Игор, Мрђа Рајко, Николић Душко, Николић Срђан, Петаковић Данијел, Поповић др Милијан, Проданов Слађана, Сантовац Саша, Шајиновић Спасоје, Шијан Душан, Тајдић Горан, Тинтор Стојан                                                                              |
| Савез војвођанских Мађара               | 10           | Буњик Золтан (Bunyík Zoltán), Буш Ото (Bus Ottó), Сомбати мр Золтан (Szombáti Zoltán), Такач Марта (Takács Márta), Ласло Гизела (Lászlo Gizela), Пап Ерне (Pap Ernő), Егереши Шандор (Egeresy Sándor), Јакаб Тибор (Jakáb Tibor), Корхец др Тамаш (Korhec dr Tamáš), Халгато Шандор (Halgato Sándor) |
| Социјалистичка партија Србије           | 8            | Бајатовић Душан, Белић др Бранислава, Богдановић Дорђе, Кузман Драган, Николић Александар, Смиљанић др Живорад, Васић Милена, Вучетић Жељко |
| Коалиција „Заједно за Војводину”        | 7            | Чанак Ненад, Јаковљев Душан, Курјачки мр Игор, Мишковиц Стеван, Озер др Ђерђ (György dr Ózer), Седларевић Маја, Ваш Тибор (Vás Tibor) |
| Демократска странка Србије              | 7            | Алексић Милан, Божић мр Драган, Бубало др Предраг, Годомиров Мирко, Радусиновић др Велибор, Станчић Донка, Свирчевић Сава |
| Политички покрет „Снага Србије”         | 7            | Агоштон Ференц (Ágoston Ferenc), Башић проф др Ђорђе, Циацек Јасминка, Ћировић Никола, Симић др Тихомир, Сујић Александра, Зорић Гордана |
| Реформисти Војводине                    | 2            | Ђукичин Аца, Тачи Бела (Tacsi Béla) |
| Г17 Плус                                | 2            | Беља-Балабан Јадранка, Шандор Јожеф (Sándor József) |
| ГГ „Ми хоћемо, ми можемо”               | 1            | Селаковић Илија |
| ГГ „Знањем и срцем за успешну општину”  | 1            | Мичиз Јозеф |
| ГГ „За општину Бачки Петровац”          | 1            | Северињи Павел (Pavel Severini) |
| Демократска странка војвођанских Мађара | 1            | Ђула Ласло (Gyula Lászlo) |
| Коалиција „Суботица – наш град”         | 1            | Бајић Мирко |